# Falácia do planejamento

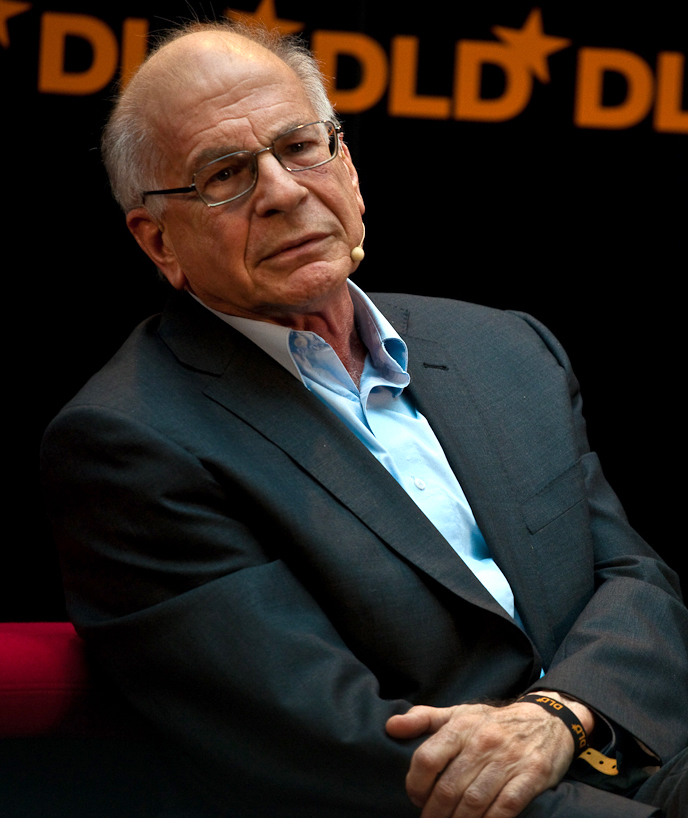
Daniel Kahneman que, junto com Amos Tversky, propôs a falácia

A falácia do planejamento é um fenômeno no qual as previsões sobre quanto tempo será necessário para concluir uma tarefa futura exibem um viés de otimismo e subestimam o tempo necessário. Esse fenômeno às vezes ocorre independentemente do conhecimento do indivíduo de que tarefas anteriores de natureza semelhante levaram mais tempo para serem concluídas do que o geralmente planejado. O viés afeta as previsões apenas sobre as próprias tarefas; quando observadores externos preveem os tempos de conclusão da tarefa, eles tendem a exibir um viés pessimista, superestimando o tempo necessário. A falácia do planejamento envolve estimativas de tempos de conclusão de tarefas mais otimistas do que aquelas encontradas em projetos semelhantes no passado.
A falácia do planejamento foi proposta pela primeira vez por Daniel Kahneman e Amos Tversky em 1979. Em 2003, Lovallo e Kahneman propuseram uma definição ampliada como a tendência de subestimar o tempo, os custos e os riscos de ações futuras e, ao mesmo tempo, superestimar os benefícios das mesmas ações. De acordo com essa definição, a falácia do planejamento resulta não apenas em estouros de tempo, mas também em estouros de custos e redução de benefícios .

## Evidência empírica

### Para tarefas individuais
Em um estudo de 1994, 37 estudantes de psicologia foram solicitados a estimar quanto tempo levariam para terminar suas teses de último ano . A estimativa média foi de 33,9 dias. Eles também estimaram quanto tempo levaria "se tudo corresse tão bem quanto possível" (em média 27,4 dias) e "se tudo corresse tão mal quanto possível" (em média 48,6 dias). O tempo médio real de conclusão foi de 55,5 dias, com apenas cerca de 30% dos alunos concluindo sua tese no tempo previsto.
Outro estudo pediu aos alunos que estimassem quando completariam seus projetos acadêmicos pessoais. Especificamente, os pesquisadores perguntaram por tempos estimados em que os alunos pensaram que era 50%, 75% e 99% provável que seus projetos pessoais seriam realizados.
- 13% dos sujeitos terminaram seu projeto no momento em que atribuíram um nível de probabilidade de 50%;
- 19% terminaram na hora atribuída a um nível de probabilidade de 75%;
- 45% terminaram no momento de seu nível de probabilidade de 99%.

Uma pesquisa com contribuintes canadenses, publicada em 1997, descobriu que eles enviaram seus formulários de imposto pelo correio cerca de uma semana depois do previsto. Eles não tinham ideias erradas sobre seu histórico de recebimento de formulários pelo correio, mas esperavam que o fizessem mais rapidamente da próxima vez. Isso ilustra uma característica definidora da falácia do planejamento: que as pessoas reconhecem que suas previsões anteriores foram excessivamente otimistas, ao mesmo tempo que insistem que suas previsões atuais são realistas.

### Para tarefas de grupo
Carter e colegas conduziram três estudos em 2005 que demonstram suporte empírico de que a falácia do planejamento também afeta as previsões relativas às tarefas de grupo. Esta pesquisa enfatiza a importância de como estruturas temporais e pensamentos de conclusão bem-sucedida contribuem para a falácia do planejamento.

### Estudos adicionais
Bent Flyvbjerg e Cass Sunstein argumentam que o princípio da Mão Escondida de Albert O. Hirschman é a falácia do planejamento em larga escala, e eles testaram a validade empírica do princípio. Consulte também a leitura adicional abaixo para estudos adicionais.

## Explicações propostas
- Kahneman e Tversky originalmente explicaram a falácia ao imaginar que os planejadores se concentram no cenário mais otimista para a tarefa, em vez de usar toda a sua experiência de quanto tempo tarefas semelhantes requerem.[4]
- Roger Buehler e seus colegas explicam a falácia examinando o pensamento positivo; em outras palavras, as pessoas acham que as tarefas serão concluídas com rapidez e facilidade porque é isso que desejam.[6]
- Em outro artigo, Buehler e colegas sugerem uma explicação em termos do preconceito egoísta em como as pessoas interpretam seu desempenho passado. Ao assumir o crédito por tarefas que deram certo, mas culpando os atrasos por influências externas, as pessoas podem desconsiderar as evidências anteriores de quanto tempo uma tarefa deve durar.[6] Um experimento descobriu que, quando as pessoas fazem suas previsões anonimamente, elas não mostram o viés otimista. Isso sugere que as pessoas fazem estimativas otimistas para criar uma impressão favorável com os outros,[12] que é semelhante aos conceitos descritos na teoria de gerenciamento de impressão.
- Outra explicação proposta por Roy e colegas é que as pessoas não se lembram corretamente do tempo que tarefas semelhantes levavam para serem concluídas; em vez disso, as pessoas subestimam sistematicamente a duração desses eventos passados. Assim, uma previsão sobre a duração do evento futuro é tendenciosa porque a memória da duração do evento passado também é tendenciosa. Roy e colegas observam que esse viés de memória não descarta outros mecanismos da falácia do planejamento.[13]
- Sanna e seus colegas examinaram o enquadramento temporal e o pensamento sobre o sucesso como um fator contribuinte para a falácia do planejamento. Eles descobriram que quando as pessoas eram induzidas a pensar sobre um prazo tão distante (ou seja, muito tempo restante) versus se aproximando rapidamente (ou seja, pouco tempo restante), elas faziam previsões mais otimistas e pensavam mais no sucesso. Em seu estudo final, eles descobriram que a facilidade de gerar pensamentos também causou previsões mais otimistas.[10]
- Uma explicação, o focalismo, propõe que as pessoas sejam vítimas da falácia do planejamento porque se concentram apenas na tarefa futura e não consideram tarefas semelhantes do passado que demoraram mais para serem concluídas do que o esperado.[14]
- Conforme descrito por Fred Brooks em The Mythical Man-Month, adicionar novos funcionários a um projeto já atrasado incorre em uma variedade de riscos e custos indiretos que tendem a torná-lo ainda mais tarde; isso é conhecido como lei de Brooks.
- O "imperativo de autorização" oferece outra explicação possível: muito do planejamento do projeto ocorre em um contexto que requer aprovação financeira para prosseguir com o projeto, e o planejador frequentemente tem interesse em obter a aprovação do projeto. Essa dinâmica pode levar a uma tendência por parte do planejador de subestimar deliberadamente o esforço do projeto necessário. É mais fácil obter perdão (por estouros) do que permissão (para começar o projeto se uma estimativa realista de esforço foi fornecida). Tal subestimação deliberada foi chamada por Jones e Euske de "deturpação estratégica".[15]
- Além das explicações psicológicas, o fenômeno da falácia do planejamento também foi explicado por Taleb como resultante da assimetria natural e de questões de escala. A assimetria resulta de eventos aleatórios dando resultados negativos de atraso ou custo, não uniformemente equilibrados entre resultados positivos e negativos. As dificuldades de escalonamento estão relacionadas à observação de que as consequências das interrupções não são lineares, que conforme o tamanho do esforço aumenta, o erro aumenta muito mais como um efeito natural das ineficiências da capacidade de reação dos esforços maiores, particularmente os esforços que não são divisíveis em incrementos. Além disso, isso é contrastado com os esforços anteriores sendo mais pontuais (por exemplo, o Empire State Building, o Palácio de Cristal, a Ponte Golden Gate ) para concluir que indica falhas inerentes em sistemas de planejamento mais modernos e esforços modernos com fragilidade oculta. (Por exemplo, que os esforços modernos - sendo computadorizados e menos localizados de forma invisível - têm menos percepção e controle, e mais dependências de transporte.) [16]
- Bent Flyvbjerg e Dan Gardner escrevem que o planejamento de projetos financiados pelo governo é freqüentemente apressado para que a construção possa começar o mais rápido possível para evitar que administrações posteriores desfaçam ou cancelem o projeto. Eles dizem que um período de planejamento mais longo tende a resultar em uma construção mais rápida e barata.[17]

## Métodos para neutralizar

### Efeito de segmentação
O efeito de segmentação é definido como o tempo alocado para uma tarefa sendo significativamente menor do que a soma do tempo alocado para subtarefas individuais menores dessa tarefa. Em um estudo realizado por Forsyth em 2008, esse efeito foi testado para determinar se poderia ser usado para reduzir a falácia do planejamento. Em três experimentos, o efeito de segmentação mostrou ser influente. No entanto, o efeito de segmentação demanda muitos recursos cognitivos e não é muito viável para uso em situações cotidianas.

### Intenções de implementação
As intenções de implementação são planos concretos que mostram com precisão como, quando e onde agiremos. Foi demonstrado por meio de vários experimentos que as intenções de implementação ajudam as pessoas a se tornarem mais conscientes da tarefa geral e ver todos os resultados possíveis. Inicialmente, isso realmente faz com que as previsões se tornem ainda mais otimistas. No entanto, acredita-se que formar intenções de implementação "recruta explicitamente a força de vontade" ao fazer com que a pessoa se comprometa com a conclusão da tarefa. Aqueles que formaram intenções de implementação durante os experimentos começaram a trabalhar na tarefa mais cedo, experimentaram menos interrupções e as previsões posteriores reduziram o viés otimista do que aqueles que não o fizeram. Verificou-se também que a redução do viés otimista foi mediada pela redução das interrupções.

### Previsão de classe de referência
A previsão da classe de referência prevê o resultado de uma ação planejada com base nos resultados reais em uma classe de referência de ações semelhantes àquela que está sendo prevista.

## Exemplos do mundo real

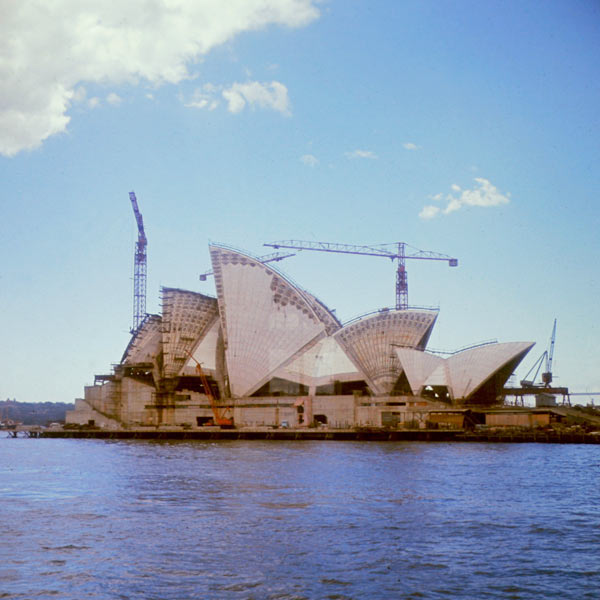
Sydney Opera House, ainda em construção em 1966, três anos após a data de conclusão prevista

Esperava-se que a Sydney Opera House fosse concluída em 1963. Uma versão reduzida foi inaugurada em 1973, uma década depois. O custo original foi estimado em US$ 7 milhões, mas o atraso na conclusão resultou em um custo de US$102 milhões.
O projeto de defesa Eurofighter Typhoon levou seis anos a mais do que o esperado, com um custo excedente de 8 bilhões de euros. A Big Dig que enterrou a artéria central de Boston foi concluída sete anos depois do planejado, por $8,08 bilhões em um orçamento de $2,8 bilhões (em dólares de 1988).
O Aeroporto Internacional de Denver foi inaugurado dezesseis meses depois do planejado, com um custo total de US$4,8 bilhões, mais de US$2 bilhões a mais do que o esperado.
O Aeroporto Berlin Brandenburg é outro caso notório. Após 15 anos de planejamento, a construção teve início em 2006, com inauguração prevista para outubro de 2011. Houve vários atrasos. Finalmente foi inaugurado em 31 de outubro de 2020. O orçamento original era de € 2,83 bilhões; as projeções atuais são de cerca de € 10 bilhões.
O trem de alta velocidade da Califórnia ainda está em construção, com dezenas de bilhões de dólares em custos adicionais esperados, e conexões com as principais cidades adiadas até após a conclusão do segmento rural.